# Jeux olympiques de Záppas
 (mai 2008).
Si vous disposez d'ouvrages ou d'articles de référence ou si vous connaissez des sites web de qualité traitant du thème abordé ici, merci de compléter l'article en donnant les références utiles à sa vérifiabilité et en les liant à la section « Notes et références ».

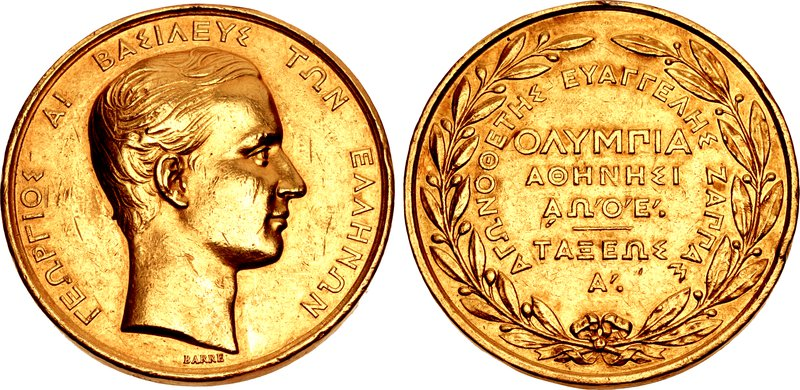
Médaille d'or des Jeux Olympiques de Záppas - 1875.

Les Jeux olympiques de Záppas (grec moderne : Ζάππειες ολυμπιάδες / Záppies olympiádes) sont des tentatives de recréation des Jeux olympiques par le richissime grec Evángelos Záppas à qui l’on doit aussi le Zappéion à Athènes.
On en connaît deux éditions : en 1859 et 1870. La première fut organisée non loin de l'actuelle place Kotziá et rassembla 20 000 visiteurs. Celle de 1870 eut le plus de succès : tenue à partir du 18 octobre, elle attira 30 000 spectateurs grecs. Le contexte de guerre franco-prussienne empêche le retentissement international, contrairement à ceux de Pierre de Coubertin.
D'autres jeux omnisports furent organisés à Athènes en 1875 puis 1888, mais ces derniers ne reçurent pas l'accord du Comité zappien.